# Yanweigang (köpinghuvudort i Kina, Jiangsu Sheng, lat 34,47, long 119,77)
Yanweigang är en köpinghuvudort i Kina. Den ligger i provinsen Jiangsu, i den östra delen av landet, omkring 280 kilometer norr om provinshuvudstaden Nanjing. Antalet invånare är 9 386. Befolkningen består av 4 591 kvinnor och 4 795 män. Barn under 15 år utgör 15,0 %, vuxna 15-64 år 76 %, och äldre över 65 år 8,0 %.
Runt Yanweigang är det tätbefolkat, med 493 invånare per kvadratkilometer. Närmaste större samhälle är Duigougang, 5,6 km söder om Yanweigang. 
Genomsnittlig årsnederbörd är 1 055 millimeter. Den regnigaste månaden är juli, med i genomsnitt 294 mm nederbörd, och den torraste är januari, med 14 mm nederbörd.